# Portada/article novembre 23

## Triceratop
El triceratop (Triceratops, "cara amb tres banyes" del grec tri/τρι-, 'tres'; ceras/κέρας, 'banya' i -ops/ωψ, 'cara') és un dinosaure ceratòpsid herbívor que va viure durant el Maastrichtià tardà del Cretaci superior, fa entre 68 i 65 milions d'anys, en el que avui en dia és Nord-amèrica. Fou un dels últims gèneres de dinosaure a aparèixer abans de la gran extinció del Cretaci-Paleogen. A causa del fet que presenta un gran collar ossi i tres banyes sobre el seu gran cos suportat per quatre potes, i que té certes similaritats amb els rinoceronts moderns, el triceratop és un dels dinosaures més fàcilment reconeixibles. Tot i que compartia el seu hàbitat i era depredat pel tiranosaure, no és clar si els dos s'enfrontaven, com es mostra habitualment a pel·lícules, documentals, llibres de dinosaures per nens i molts dibuixos animats.